# Makurazaki
Makurazaki (Japans: 枕崎市, Makurazaki-shi) is een Japanse stad in de prefectuur Kagoshima. In 2015 telde de stad 22.243 inwoners. 

## Geschiedenis
Op 1 september 1949 werd Makurazaki benoemd tot stad (shi). 
Subprefecturen:
Kumage · Oshima

Steden:
Aira · Akune · Amami · Hioki · Ibusuki · Ichikikushikino · Isa · Izumi · Kagoshima (hoofdstad) · Kanoya · Kirishima · Makurazaki · Minamikyushu · Minamisatsuma · Nishinoomote · Satsumasendai · Shibushi · Soo · Tarumizu

Districten:
Aira · Isa · Izumi · Kagoshima · Kimotsuki · Kumage · Soo · Satsuma · Oshima

Gemeenten per district